# 자허상인
자허상인(紫虛上人)은 나관중의 《삼국지연의》에 등장하는 가공 인물이다.

## 《삼국지연의》에서의 자허상인
서촉에서 생사(生死)와 귀천(貴賤)을 잘 알아맞혔다고 한다.
213년, 유비(劉備)가 서촉을 공격하자, 장임(張任), 유괴(劉璝), 냉포(冷苞), 등현(鄧賢)는 유장(劉璋)의 명으로 낙성(雒城)으로 향하였다. 이때 유괴의 권유로 금병산(錦炳山)을 찾아가 자허상인에게 길흉을 물으니,
"봉추(鳳雛)와 와룡(臥龍)이 서천 땅으로 들어오니, 봉추는 땅에 떨어지고, 와룡은 하늘로 오르더라. 하나를 얻으면 하나를 잃는 것이 하늘의 이치니 기회를 보아서 행동하고 구천에서 몸을 잃는 일이 없게 하라."
라고 하였다. 그러자 유괴는 또다시 자신들의 길흉을 묻자, 지허상인이 말하길,
“정해진 운수는 벗어나기 어려우니, 다시 물을 것 있으리요.”
라고 답하였다. 이에 유괴는 자허상인을 감탄하였으나, 장임은 지허상인을 핀잔했다.